# شبکه مقابله با جرائم مالی
شبکه مقابله با جرائم مالی (به انگلیسی: Financial Crimes Enforcement Network (FinCEN)) یک سازمان متعلق به وزارت خزانه‌داری ایالات متحده آمریکا است که وظیفه جمع آوری و بررسی اطلاعات مرتبط به معاملات مالی به منظور مبارزه با پولشویی، تأمین مالی تروریسم و دیگر جرائم مالی در داخل و خارج از آمریکا را بر عهده دارد.

## ماموریت
رئیس شبکه مقابله با جرائم مالی در نوامبر ۲۰۱۳ مأموریت خود را "حفاظت از معاملات مالی در برابر استفاده غیرقانونی، مبارزه با پولشویی و ارتقا امنیت ملی عنوان کرد."
این شبکه‌ای است که از طریق هماهنگی برای به اشتراک گذاشتن اطلاعات با سازمان‌های اجرایی، نهادهای نظارتی و سایر سازمان‌های مالی، اطلاعات افراد را به هم نزدیک می‌کند.

## گزارش‌ها
گزارش عملیات ارزی (CTR) حاوی اطلاعاتی درباره معاملات نقدی است که در یک روز کاری بیش از ۱۰٬۰۰۰ دلار آمریکا باشد، چه این مبلغ ناشی از یک تراکنش واحد باشد یا چندین عملیات نقدی مختلف. این گزارش به صورت الکترونیکی به اداره مقابله با جرایم مالی (FinCEN) ارسال می‌شود و با عنوان فرم FinCEN 112 (که پیش‌تر فرم ۱۰۴ نام داشت) شناخته می‌شود.
گزارش‌های CTR شامل شماره حساب بانکی، نام، آدرس و شماره تأمین اجتماعی فرد می‌باشد. گزارش‌های SAR که در مواقعی درخواست می‌شود که تراکنش‌ها نشان‌دهنده رفتارهایی برای فرار از گزارش‌دهی CTR (یا دیگر انواع فعالیت‌های مشکوک) باشد، اطلاعات دقیق‌تری را در بر می‌گیرند و معمولاً شامل اقدامات تحقیقاتی از سوی مؤسسه مالی برای ارزیابی صحت یا ماهیت تراکنش‌ها هستند. گزارش فعالیت مشکوک (SAR) باید هرگونه تراکنش نقدی را که در آن مشتری ظاهراً تلاش می‌کند الزامات گزارش‌دهی قانون BSA را دور بزند، از جمله پر نکردن CTR یا دفتر ثبت ابزارهای نقدی (MIL)، اعلام کند. همچنین، در صورتی که اقدامات مشتری نشان دهد وی در حال پول‌شویی یا تخلف از قوانین فدرال کیفری از قبیل کلاهبرداری از طریق انتقال‌های بانکی، کلاهبرداری با چک‌ها یا ناپدید شدن‌های مرموز است، گزارش SAR باید ارائه شود. این گزارش‌ها به FinCEN ارسال شده و با فرم وزارت خزانه‌داری ۹۰-۲۲٫۴۷ و فرم‌های OCC 8010-9 و 8010-1 مشخص می‌شوند.  
شهروندان ایالات متحده ملزم به افشای اطلاعات درباره حساب‌های مالی خارجی هستند زمانی که مبلغ آن‌ها بیش از ۱۰٬۰۰۰ دلار آمریکا باشد (۳۱ USC §5314) و جریمه‌های ناشی از عدم رعایت این قوانین در ۳۱ USC §5321 آمده است. شهروندان موظفند گزارش سالانه حساب‌های بانکی خارجی (FBAR)  را که تا پانزدهم اکتبر به وزارت خزانه‌داری آمریکا ارائه می‌شود، ارسال کنند. این گزارش با فرم FinCEN 114 (که قبلاً فرم وزارت خزانه‌داری ۹۰-۲۲٫۱ نامیده می‌شد) شناخته می‌شود. علاوه بر این، آن‌ها باید درآمدهای حاصل از بهره یا سود سهام حساب‌های خود را در پیوست B فرم مالیاتی ۱۰۴۰ گزارش دهند و در صورت عبور از آستانه بالاتر، مبلغ و بهره را نیز در فرم ۸۹۳۸ اظهار کنند. طرفداران FBAR معتقدند این اقدام به ایالات متحده کمک می‌کند تا جرایم مالی را مهار کرده و افشای جرایم مالی را تشویق کند، در حالی که منتقدان می‌گویند FBAR وقت و هزینه زیادی صرف می‌کند و «رعایت قانون را به طور نامناسبی دشوار می‌سازد» بدون آنکه بر «فعالیت‌های مجرمانه محتمل» تمرکز داشته باشد.